# Luisa Santamaría
Luisa Santamaría (València, 1827 - ?, ?) va ser una cantant i actriu de sarsuela espanyola.
Va néixer a València el 1827, si bé altres la vinculen a Cadis. Era filla de Benita Moreno i germana de la també cantant i actriu Ángela Moreno, i neta de Francisco Javier Moreno, primer violí de cambra de l'infant Gabriel de Borbó. Va estudiar les primeres lliçons de música amb la seva mare, després va passar a París, on va acabar els seus estudis. Vers 1848 va tornar a Espanya i va emprendre carrera artística contractada com a secundària en companyies d'òpera italianes, amb les que va visitar diverses províncies. Estant a Santiago de Compostel·la, va conèixer al seu futur marit, Juan Losada y Astray, que la va seguir fins a Madrid, casant-se el 7 de novembre de 1850.
Malgrat el seu matrimoni, Santamaría només va abandonar els escenaris un breu temps, de fet va ser una de les artistes més notables del teatre líric entre les dècades de 1860 i 1870, sobresortint especialment en sarsuela que versava de temes romàntics i històrics, tot i que també va cantar amb èxit peces d'òpera. Va ser presentada al públic de Madrid el 5 de juny de 1852 amb la sarsuela El estreno de una artista, de Joaquín Gaztambide, qui va escriure diverses peces perquè fossin cantades per Santamaría, al Teatre del Circo. També va treballar al Teatre de la Zarzuela com a primera soprano. A banda de Gaztambide, va estrenar moltes de les obres de Cristóbal Oudrid i Emilio Arrieta, entre altres dramaturgs. V Les seves temporades a Andalusia van ser llargues i molt exitoses. Algunes obres destacades que va estrenar van ser Jugar con fuego, Mis dos mujeres, Los madgyares, El valle de Andorra, Catalina, El diabló en el poder, etc.
Al llarg de la seva carrera, a banda de Madrid, va actuar als principals teatres de Barcelona, Saragossa, Sevilla, Granada i Màlaga. Les seves temporades a Andalusia van ser llargues i molt exitoses. L'any 1878 encara se la documenta actuant als escenaris de Madrid, però mica en mica es va anar retirant, fins que el seu nom va desaparèixer.